# Cantó de Valença-2
El cantó de Valença-2 és un cantó francès del departament de la Droma, situat al districte de Valença. Compta part del municipi de Valença.

## Municipis
Comprèn els barris de Valença: 
- Baume - Libération
- Chaffit
- Chantecouriol
- Châteauvert
- Danton - Victor Hugo
- l'Épervière
- Fontlozier
- Laprat
- Lautagne
- Mauboule
- Valensolles

| Data d'elecció                           | Identitat       | Partit | Qualitat |
| ---------------------------------------- | --------------- | ------ | -------- |
| 1973-1979                                | M. Puech        | PS     |          |
| 1979-1885                                | Anne Mazuray    | PS     |          |
| 1985-1995                                | Patrick Labaune | RPR    |          |
| 1995-2004                                | Émile Brunel    | PS     |          |
| 2004-                                    | Nicolas Daragon | UMP    |          |
| les dades anteriors no són pas conegudes |                 |        |          |